# The Early November
I The Early November sono un gruppo musicale emo pop/pop punk statunitense formatosi nel 2000.

## Storia del gruppo
La band comincia a suonare le proprie demo in vari concerti nel New Jersey, riuscendo a firmare un contratto con la Drive-Thru Records nel 2002. Verso la fine dell'anno viene pubblicato il loro primo EP, For All of This. Il primo album in studio, The Room's Too Cold vede invece la luce l'anno successivo, dopo la partecipazione del gruppo al Warped Tour. Dopo qualche mese di tour per promuovere l'album, il cantante Arthur Enders lascia momentaneamente i The Early November per dedicarsi al suo progetto da solista, I Can Make a Mess Like Nobody's Business. Tornato nel febbraio 2005, la band torna nuovamente in studio per registrare un secondo album con l'aggiunta alla formazione originale del chitarrista Bill Lugg. Nell'estate dello stesso anno la band pubblica uno split album con gli I Am the Avalanche, mentre nel luglio 2006 esce il triplo CD The Mother, the Mechanic, and the Path, secondo album in studio della band della durata di oltre due ore. Dopo aver completato il lungo tour in supporto del disco, però, i membri della band decidono di abbandonare momentaneamente il progetto, comunicando la loro scelta sul loro sito ufficiale il 13 marzo 2007.
I The Early November ritornano insieme solo nel 2011. Dopo aver firmato un nuovo contratto con la Rise Records, i cinque pubblicano il loro terzo album, In Currents, nel luglio 2012.

## Formazione
- Arthur Enders – voce, chitarra ritmica (2001–2007, 2011–presente)
- Joseph Marro – chitarra ritmica, tastiera (2002–2007, 2011–presente)
- Bill Lugg – chitarra solista (2006–2007, 2011-presente)
- Sergio Anello – basso (2001–2007, 2011–presente)
- Jeff Kummer – batteria (2001–2007, 2011–presente)
- Nate Sander – batteria, percussioni (2011–presente)

## Discografia

### Album in studio
- 2003 – The Room's Too Cold
- 2006 – The Mother, the Mechanic, and the Path
- 2012 – In Currents
- 2015 – Imbue
- 2019 – Lilac
- 2022 – Twenty

### Raccolte
- 2017 – Fifteen Years

### EP
- 2002 – For All of This
- 2002 – The Acoustic EP
- 2005 – The Early November/I Am the Avalanche (split)

### Apparizioni in compilation
- 2005 – Punk Goes 80's